# Muntplein

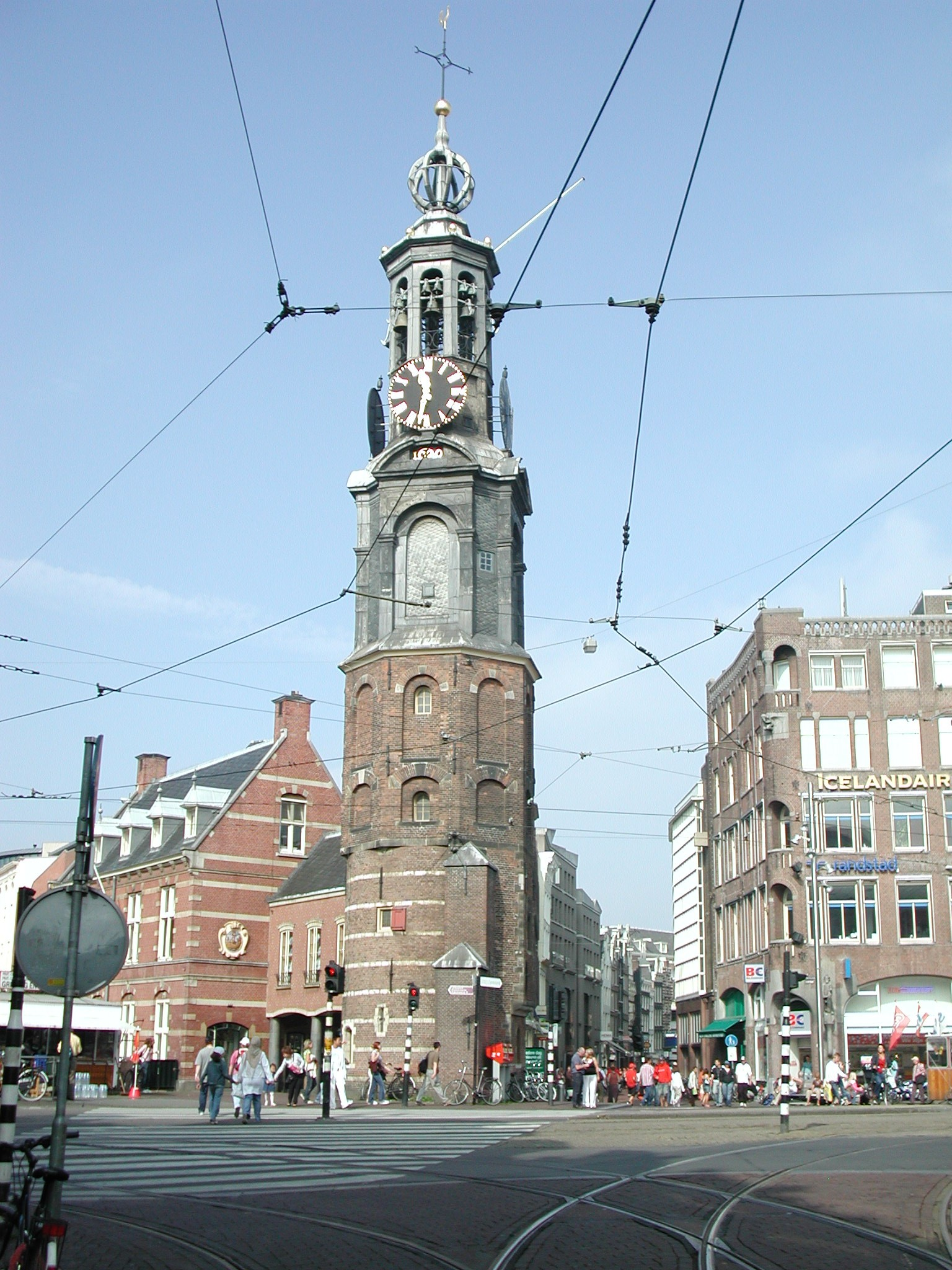
Muntplein (Ámsterdam).

Muntplein (literalmente, Plaza de la Ceca) es una plaza en el centro de Ámsterdam. La plaza es en realidad un gran puente, el más ancho en Ámsterdam, que cruza el canal Singel en el punto en el que desemboca en el río Ámstel. Todos los puentes en Ámsterdam están numerados, y  el Muntplein lleva el número 1. 
Muntplein recibe su nombre por la Munttoren (o simplemente Munt), una torre que se encuentra en esta plaza. Esta torre fue parte, en el pasado, de una de las tres puertas principales de la ciudad medieval. En el siglo XVII, sirvió temporalmente como casa de la moneda, de ahí su nombre. El edificio del puesto de guardia unido a la torre no forma parte de la estructura medieval original; fue construido a finales del siglo XIX. En una restauración en los años 1938-39, se añadió al edificio un paso subterráneo. 
El nombre de Muntplein data del 1917. La plaza se conocía originalmente como Schapenplein (Plaza de las Ovejas) y, desde 1877 hasta 1917, como Sophiaplein (por la reina Sofía, la primera esposa de Guillermo III). 
La plaza es una intersección bulliciosa de seis calles. Se une con el extremo sur de la calle comercial Kalverstraat y la calle principal Rokin. El extremo oriental del mercado de flores flotante (Bloemenmarkt) a lo largo del Singel, se encuentra al sur de la plaza. Seis líneas de tranvía (4, 9, 14, 16, 24 y 25) paran en Muntplein (aunque sólo en dirección sur). 
Desde esta plaza se puede ver, en la intersección de las calles Kalverstraat y Rokin, uno de los primeros edificios del destacado arquitecto neerlandés Hendrik Petrus Berlage.